# The Book of Eli
The Book of Eli (Verweistitel: The Book of Eli – Der letzte Kämpfer) ist ein postapokalyptischer Actionfilm der Regisseure Albert und Allen Hughes, mit Denzel Washington, Gary Oldman und Mila Kunis in den Hauptrollen. Ab dem 18. Februar 2010 war er in den deutschsprachigen Kinos zu sehen.

## Handlung
Dreißig Jahre nach dem „Großen Krieg“, der die Erde völlig verwüstet hat und in dessen Folge ein Loch in die Ozonschicht gerissen wurde, ist Eli alleine zu Fuß unterwegs. Dabei zeigt er unheimliche Fähigkeiten beim Jagen und beim Ausschalten einer Räuberbande, die ihm aus einem Hinterhalt auflauert. Sein Ziel ist der Westen der Vereinigten Staaten, mit sich trägt er ein geheimnisvolles Buch. Es ist, so stellt sich im weiteren Verlauf heraus, eine Bibel, von der nach dem Krieg fast alle Exemplare vernichtet worden sind, weil sie als gefährlich eingestuft wurden. Aus ebendiesem Grund will der Despot Carnegie, der mit seiner Schergentruppe eine kleine, halb zerfallene Wüstenstadt beherrscht, unbedingt eine Bibel in seinen Besitz bringen. Mit Hilfe der Religion, glaubt Carnegie, ließen sich die Menschen besser beherrschen, was seinen Expansionsplänen entgegenkäme. Deshalb entsendet er seine Motorradbanden, die ein Exemplar ausfindig machen sollen und dabei wahllos morden und schänden, immer wieder ins Ödland. Eli wird Zeuge eines solchen Überfalls, ohne diesen durch sein Eingreifen zu verhindern, da er glaubt, nicht von seinem Pfad abweichen zu dürfen.
Eli erreicht auf seiner Reise schließlich Carnegies Stadt, um Besorgungen zu machen und im Anschluss weiter nach Westen zu reisen. In Carnegies Bar beginnt ein Bandenmitglied Streit mit ihm. Ein Kampf entbrennt, in dessen Verlauf Eli mehrere von Carnegies Männern mit seiner Machete tötet. Carnegie erkennt, dass Eli ein besonderer Mann sein muss, und lässt ihn über Nacht einsperren, damit er sich ihm anschließt. Um ihn gefügiger zu machen, erhält Eli Essen und Wasser und schließlich Besuch von Solara, der Tochter von Carnegies blinder Gefährtin Claudia, die ihm zu Willen sein soll. Eli lehnt ab, lässt Solara jedoch, nachdem sie ihn flehentlich gebeten hat, über Nacht bleiben; sie befürchtet Repressalien gegenüber ihrer Mutter, falls sie ginge. Eli bietet Solara von seinem Essen an und betet zuvor mit ihr. Dabei wird sie auf das Buch aufmerksam, das Eli jedoch sofort versteckt.
Am nächsten Morgen betet Solara mit ihrer Mutter am Frühstückstisch, wie sie es am Vorabend von Eli gelernt hat. Carnegie wird darauf aufmerksam und zwingt sie zu verraten, was sie weiß. Als sie mit den Fingern ein Kreuz andeutet, weiß Carnegie, dass Eli im Besitz des Buches sein muss, das er so dringend sucht. Zusammen mit seinem „Vollstrecker“ Redridge will er Eli zur Rede stellen. Er muss jedoch feststellen, dass dieser über Nacht geflohen ist. Carnegies Schergen können Eli zwar zunächst stellen. Bei dem folgenden Schusswechsel wird Carnegie verwundet, wieder fallen etliche seiner Männer. Eli, so scheint es, können die gegnerischen Geschosse nichts anhaben; er kann entkommen. Carnegie lässt sich behandeln und nimmt mit seinen Männern in vier Fahrzeugen die Verfolgung auf.
Solara ist Eli heimlich gefolgt und will ihn auf seinem Weg begleiten, doch er kann sie durch einen Trick zurücklassen. Als sie kurze Zeit später in einen Hinterhalt von Räubern gerät, taucht plötzlich Eli auf und tötet die Angreifer. Nun ziehen sie gemeinsam weiter und stoßen auf ein einsames Haus, in dem ein altes Ehepaar lebt. Es stellt sich heraus, dass die beiden Alten nur durch Kannibalismus überleben konnten. Als Eli und Solara deshalb aufbrechen wollen, tauchen Carnegie und seine Bande auf und fordern die Herausgabe des Buches sowie von Solara, die Redridge für sich haben will. Ein Gefecht entbrennt, bei dem weitere von Carnegies Männern getötet werden. Der Feuerkraft einer im Laderaum eines Kleintransporters versteckten Gatling Gun haben die im Haus Verschanzten schließlich nichts mehr entgegenzusetzen: Das Ehepaar kommt um, und Eli und Solara müssen aufgeben. Eli ist gezwungen, das Versteck des Buches preiszugeben, da Carnegie Solara mit einer Waffe bedroht. Eli wird angeschossen und zurückgelassen.
Auf dem Rückweg befreit sich Solara und würgt den Fahrer, worauf sich das Fahrzeug überschlägt. Redridge, der auf dem Beifahrersitz sitzt, wird dabei durch die Eli abgenommene Machete tödlich verletzt. Solara zerstört das vorletzte Fahrzeug und macht sich mit Redridges Wagen auf den Weg, den angeschossenen Eli zu suchen. Carnegie verzichtet auf eine Verfolgung, da der Treibstoff seines letzten verbliebenen Fahrzeugs nur noch für die Rückreise in seine Stadt reicht und er hat, was er wollte: die Bibel.
Solara findet den taumelnden Eli auf der Straße und nimmt ihn mit. An der Westküste angekommen, entdecken sie die Insel Alcatraz und setzen mit einem Boot über. Auf der ehemaligen Gefängnisinsel hat eine Gruppe von Überlebenden unter Führung des Gelehrten Lombardi die Keimzelle einer neuen Zivilisation aufgebaut, die verlorenes Wissen sucht und einen Wiederaufbau plant. Sie haben bereits bedeutende literarische und musikalische Werke der Vergangenheit sicherstellen können, eine Bibel fehlt jedoch noch. Eli offenbart, dass er im Besitz einer King-James-Bibel sei. Inzwischen kommt Carnegie in der Wüstenstadt an und muss feststellen, dass die Bibel in Blindenschrift geschrieben ist. Nur Solaras Mutter, die blinde Claudia, wäre imstande, sie zu entziffern, verweigert ihm jedoch ihre Hilfe und verlässt ihn. Carnegie, der zunehmend unter den Folgen seiner inzwischen eingetretenen Blutvergiftung leidet, muss mit ansehen, wie seine Macht zerbricht, da er zu viele Männer verloren hat, um wie bisher durch Ausübung von Gewalt die Ordnung aufrechterhalten zu können. Die Stadt verfällt dem Chaos.
Auf Alcatraz stellt sich derweil heraus, dass Eli den Inhalt der Bibel, die Carnegie ihm abgenommen hat, über viele Jahre hinweg auswendig gelernt hat. Er beginnt, Lombardi den Text Wort für Wort zu diktieren. Die Tatsache, dass er nicht selbst schreibt, sondern diktiert, sowie ein Kameraschwenk auf seine Augen, welche ergraut sind, legen den Schluss nahe, dass Eli selbst blind oder fast blind ist. Hierauf weisen auch seine Andeutungen, er sei all die Jahre durch eine höhere Macht geleitet worden und habe die Aufgabe erhalten, all dies zu tun. Nachdem alles diktiert und aufgezeichnet ist, erliegt Eli den Folgen seiner Schussverletzung und wird begraben. Die Menschen auf Alcatraz beginnen, mit einer alten Buchdruckmaschine die neue King-James-Bibel zu drucken, von der schließlich ein Exemplar zwischen Tora, Tanach und Koran ins Bücherregal gestellt wird. Lombardi bietet Solara an, bei ihnen zu bleiben, sie entscheidet sich jedoch, mit Elis Ausrüstung und bewaffnet mit seiner Machete die lange Wanderung „nach Hause“ anzutreten.

## Synchronisation
Die deutschsprachige Synchronisation erfolgte durch die RC Production Kunze & Wunder nach einem Dialogbuch von Marius Clarén, der auch Dialogregie führte.
- Leon Boden: Eli
- Udo Schenk: Carnegie
- Torsten Michaelis: Redridge
- Maria Koschny: Solara
- Stephan Rabow: Barkeeper
- Maud Ackermann: Claudia
- Ekkehardt Belle: Engineer
- Otto Mellies: George
- Gerald Paradies: Hoyt
- Wolfgang Condrus: Lombardi
- Gisela Fritsch: Martha
- Dennis Schmidt-Foß: Martz
- Alexandra Wilcke: Young Woman Hijacker

## Produktion
Im Mai 2007 wurde der Vertrag zwischen Columbia Pictures und den Hughes-Brüdern zu den Dreharbeiten des Filmes The Book of Eli abgeschlossen. Der Film war der erste der beiden Brüder seit From Hell aus dem Jahr 2001. Das ursprünglich von Gary Whitta verfasste Skript wurde von Anthony Peckham umgeschrieben. Im September 2008 stand Denzel Washington als Schauspieler für die Hauptrolle fest, er wirkte auch als Produzent mit; im Oktober wurde Gary Oldman als weiterer Star ausgewählt. Die Dreharbeiten begannen im Februar 2009 in New Mexico. Alcon Entertainment finanzierte den Film in Koproduktion mit Silver Pictures. Den Verleih in Deutschland übernahm Tobis Film.

## Sonstiges
- Der Film war das erste gemeinsame Projekt der Hughes-Brüder nach neun Jahren. Sie führten auch zusammen Regie bei From Hell (2001) und Menace II Society (1993).
- Der Soundtrack, für den der britische Musiker Atticus Ross verantwortlich war, erschien am 19. Februar 2010 im Handel.
- Der erste Trailer wurde auf der Comic-Con 2009, am 23. Juli 2009 im Internet sowie vor der Kinoversion des Films Orphan – Das Waisenkind uraufgeführt.
- Nach der Gefangennahme durch Carnegie ist über dem Bett in Elis Zimmer ein Plakat des ebenfalls postapokalyptischen Science-Fiction-Films Der Junge und sein Hund zu sehen.
- Eine vollständige Bibel in Punktschrift hat in Wirklichkeit einen deutlich größeren Umfang (mehr als 10 Bände) als das im Film gezeigte Buch. Grund hierfür ist die höhere Mindestgröße der Blindenschrift, um entsprechend durch Fühlen lesbar zu sein, sowie der Bedarf von dickerem Papier zum Drucken der Schrift.
- Die Namen des alten Ehepaares (Martha und George) sind den Hauptcharakteren von Edward Albees Bühnenstück Wer hat Angst vor Virginia Woolf? nachempfunden.
- Redridge pfeift während des Films in einigen Szenen die Panflötenmelodie aus dem Film Es war einmal in Amerika.

## Kritiken
„Fazit: The Book of Eli ist hartgesottene Endzeitvision in bester ‚Mad Max‘-Manier, deren spiritueller Überbau durch die kompromisslose Inszenierung abgemildert wird.“

„Misslungener Versuch, ‚Mad Max‘-Kino und Bibelfestigkeit miteinander zu versöhnen. Einzig die Arbeit des Kameramanns verhilft dem humorlosen Endzeitdrama gelegentlich zu etwas Faszination.“

„Es gibt einige gute Gründe, sich ‚The Book of Eli‘ anzusehen. Die liebevoll komponierten Actionsequenzen zum Beispiel, der wie immer souveräne Denzel Washington oder die überaus amüsante Episode bei dem alten Ehepaar. Wer immer noch überraschende Schlusswendungen à la M. Night Shyamalan mag, könnte auch auf seine Kosten kommen. Schade ist nur, dass sich der Film die meiste Zeit so schrecklich ernst nimmt. Um die Macht des Glaubens soll es gehen, um menschliche Urinstinkte, um Hoffnung in alptraumhaften Zeiten – doch innerhalb eines derart wilden Genremixes bleibt keine Zeit, auf irgendetwas näher einzugehen. Die Ideen bleiben vage und unausgegoren, was nicht so schlimm wäre, wenn sie nicht immer so schicksalsschwer vorgetragen würden. ‚The Book of Eli‘ will unbedingt spannend sein und unterhaltsam, aber auch wichtig, ein bisschen wenigstens.“

„The Book of Eli ist eine platte, pubertäre wie fundamentalistische filmische Bibelstunde, die – damit Leute überhaupt davon angesprochen werden – mit sehr viel bekannter Western-Gewalt und rabiaten Action-Schlachten ausgestattet ist.“

## Auszeichnungen
Saturn Awards 2010
- Nominierung in der Kategorie Bester Science-Fiction-Film
- Nominierung in der Kategorie Bester Schauspieler für Denzel Washington
- Nominierung in der Kategorie Bestes Make-Up für Gregory Nicotero und Howard Berger

Teen Choice Award 2010
- Nominierung in der Kategorie Choice Movie Actress: Action Adventure für Mila Kunis

World Soundtrack Award 2010
- Nominierung in der Kategorie Discovery of the Year für Atticus Ross

Black Reel Awards 2011
- Gewinner in der Kategorie Bester Regisseur für Albert und Allen Hughes
- Nominierung in der Kategorie Bester Film
- Nominierung in der Kategorie Bester Schauspieler für Denzel Washington
- Nominierung in der Kategorie Beste Filmmusik für Atticus Ross

NAACP Image Award 2011
- Gewinner in der Kategorie Bester Hauptdarsteller für Denzel Washington
- Nominierung in der Kategorie Bester Film
- Nominierung in der Kategorie Beste Regie für Allen und Albert Hughes